# Veracruz (Panama)
Pour les articles homonymes, voir Veracruz (homonymie).
Veracruz est un corregimiento situé dans le district d'Arraiján, province de Panama Ouest, au Panama. En 2010, la localité comptait 18 589 habitants, et elle fait actuellement partie de l'intérieur du pays. Le corregimiento est bordé au nord par Arraiján (chef-lieu), au sud par l'océan Pacifique, à l'est par le district de Panamá et à l'ouest par Cerro Silvestre. Le 22 juillet 1954, a été officiellement constitué le nom de Veracruz et en 1962 a été élevé à la catégorie de corregimiento. L'aéroport de Panamá Pacífico est situé dans cette zone, l'ancienne base américaine Howard, l'un des aéroports de la ville de Panama.